# José Maria Neves
Pour les articles homonymes, voir Neves.
José Maria Pereira Neves (/ʒuˈzɛ mɐˈɾiɐ pɨˈɾejɾɐ ˈnɛvɨʃ/), né le 28 mars 1960 à Santa Catarina, est un homme d'État cap-verdien membre du Parti africain pour l'indépendance du Cap-Vert (PAICV).
Il est Premier ministre pendant quinze ans, entre 2001 et 2016. Lors de l'élection présidentielle de 2021, il est élu président de la république du Cap-Vert dès le premier tour.

## Biographie
Neves est né à Santa Catarina sur l’île de Santiago et a étudié à la Fondation Getúlio Vargas au Brésil. 
Il devient actif en politique à la fin des années 1980 au sein de la section jeunesse du PAICV, alors parti unique. Il est candidat du PAICV, membre de l’Internationale socialiste, devenu entre-temps parti d’opposition, aux législatives de 1996 dans le district de Santa Catarina. Neves est élu président de son parti en juin 2000, qu’il mène à la victoire lors des législatives du 14 janvier 2001, puis à celles du 22 janvier 2006. Le 7 mars de la même année, son mandat est reconduit pour cinq ans. La Banque mondiale et le Fonds monétaire international ont jugé favorablement sa politique économique et financière. Mais le principal parti d'opposition, de tendance libérale, le Mouvement pour la démocratie (MPD), gagne les élections législatives de mars 2016 avec plus de 53 % des voix devant le Parti africain pour l’indépendance du Cap-Vert (PAICV). Il revient dès lors à ce parti victorieux de former un nouveau gouvernement.
Candidat à l'élection présidentielle du 17 octobre 2021, il est élu dès le premier tour avec 51,7 % des voix, une victoire aussitôt reconnue par le candidat du MPD Carlos Veiga et qui instaure une période de cohabitation avec le Premier ministre démocrate Ulisses Correia e Silva. Il entre en fonction le 9 novembre suivant.